# Норт-Минч
Норт-Минч (к.-шотл. an Cuan Sgìth, an Cuan Sgitheanach, Cuan na Hearadh, an Cuan Leòdhasach) — пролив на северо-западе Шотландии, отделяющий северо-запад Хайленда от острова Льюис и Харрис (архипелаг Внешние Гебридские о-ва).
Литл-Минч (к.-шотл. an Cuan Canach) лежит на юге и отделяет остров Скай от остальных Внешних Гебридских островов: Норт-Уист, Бенбекьюла, Саут-Уист, Барра и т. д. К югу от пролива Литл-Минч расположено Гебридское море. Ширина Северного Минча — от 23 до 72 км, длина — около 110 км. Ширина Нижнего Минча составляет 24-25 км. Глубины — до 129 м. Присутствуют приливо-отливные течения.
В последнее время вызывает беспокойство экологическое состояние пролива, через который ежемесячно проходит два с половиной миллиона тонн морских грузов.
Стороны пролива связывает паромное сообщение (компания «Caledonian MacBrayne»).
На дне пролива находится кратер от метеорита, упавшего на Землю 1,2 млрд лет назад. Первоначальный диаметр кратера составлял более 19 км.